# George Pisi
Pour les articles homonymes, voir Pisi.

a Compétitions nationales et continentales officielles uniquement.

b Matchs officiels uniquement.
Dernière mise à jour le 27 octobre 2018.
Tala'ava George Pisi, né le 29 juin 1986 à Apia (Samoa), est un joueur de rugby à XV, qui joue avec l'équipe de Samoa et avec la Western Force, évoluant au poste de centre ou d'arrière.

## Biographie
George Pisi joue en province néo-zélandaise avec North Harbour en 2005 avec son frère Tusi Pisi. Il compte 50 apparitions sous le maillot de North Harbour avant de rejoindre Taranaki en 2010. Il joue en Super 14, il fait 18 matchs avec les Blues de 2006 à 2010, sans toutefois s'imposer comme titulaire. En 2010 Pisi honore sa première cape avec les Samoa. Le 24 août 2011, il est retenu par Fuimaono Tafua dans la liste des trente joueurs samoans qui disputent la coupe du monde de rugby à XV 2011. Il part en France pour la saison 2010-2011, il inscrit 3 essais en 7 matchs pour l'équipe de l'ASM Clermont Auvergne. Pour l'année 2011-2012, il s'engage avec les Northampton Saints.
George Pisi a deux frères, Tusi et Ken, qui ont également joué avec l'équipe de North Harbour.

## Statistiques en équipe nationale
- 21 sélections
- 20 points (4 essais)
- Sélection par année : 5 en 2010, 5 en 2011, 3 en 2012, 1 en 2013, 3 en 2014, 2 en 2015, 2 en 2016